# Тернопільський коледж університету «Україна»

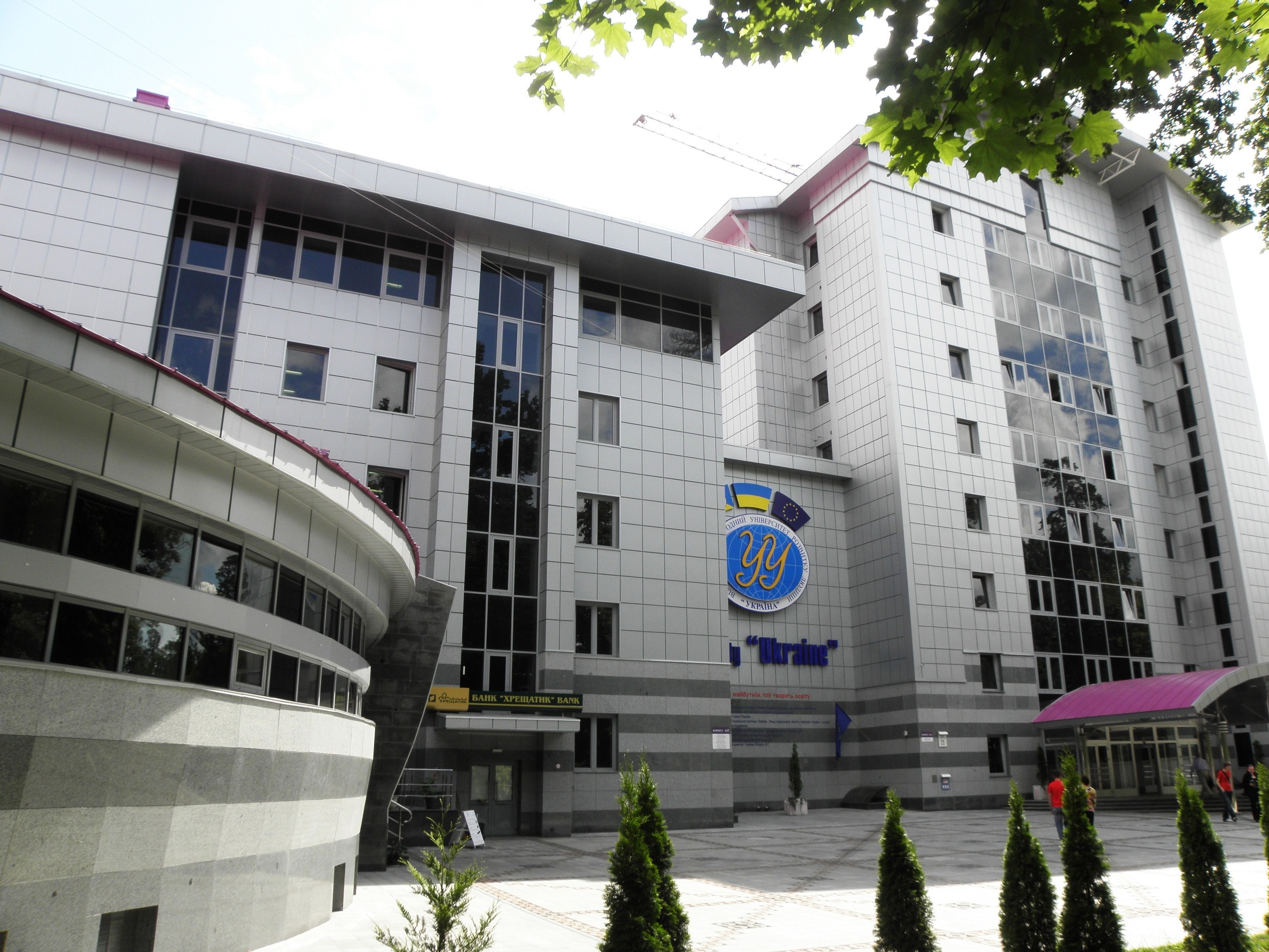
Фасад Міжнародного Університету людського розвитку "Україна"

Університет «Україна» у Тернополі— територіально відокремлений структурний підрозділ Відкритого міжнародного університету розвитку людини «Україна» (Університету «Україна»).

## Основна інформація
Заснований у 2004 році.
Ліцензія АЕ №636816 від 19.05.2015 р. видана Міністерством освіти і науки України, дає закладу право готувати фахівців таких спеціальностей: інформаційна справа, дизайн, журналістика, право.
Інклюзивна освіта
Університет «Україна» пропонує рівний доступ до освіти всім студентам, зокрема з обмеженнями здоров'я: необхідністю пересування на інвалідних візках, слабоглухим (частковоглухим) та слабозорим, з різними формами загальних захворювань.
Онлайн-освіта
Одне з основних завдань університету— надання відкритих освітніх ресурсів усім охочим за допомогою сучасних технологій. Для цього використовуються передові форми онлайн-освіти—MOODLE.
Для забезпечення навчального процесу у навчальному закладі діють: дирекція, навчальна частина, п'ять кафедр, бібліотека та центр дистанційного навчання.
Працюють робочі та дорадчі органи: адміністративно-педагогічна та методична ради, відбіркова комісія.
Діє самоврядування— збори трудового колективу та рада студентів.

## Історія
Навчальний заклад створений шляхом реорганізації Тернопільського регіонального центру дистанційного навчання Університету «Україна» наказом Президента Університету від 5 лютого 2008 р. №14.

## Напрями підготовки (спеціальності)
- журналістика
- інформаційна, бібліотечна та архівна справа
- дизайн
- право

## Форми навчання
- денна
- заочна